# دهستان تنگ سرحه
دهستان تنگ سرحه، یکی از دهستان‌های بخش پیپ شهرستان لاشار در استان سیستان و بلوچستان ایران است. مرکز این دهستان، روستای تنگ سرحه است.

## جمعیت
بر پایه سرشماری عمومی نفوس و مسکن در سال ۱۳۹۵، جمعیت دهستان تنگ سرحه برابر با ۶،۰۵۸ نفر بوده‌است.